# 金佛山卫矛
金佛山卫矛（学名：Euonymus jinfoshanensis），为卫矛科卫矛属下的一个植物种。